# WTA German Open 1986
ПТА German Open 1986 — жіночий тенісний турнір, що проходив на відкритих кортах з ґрунтовим покриттям Rot-Weiss Tennis Club у Берліні (Західна Німеччина). Належав до Світової чемпіонської серії Вірджинії Слімс 1986. Відбувсь усімнадцяте і тривав з 12 до 18 травня 1986 року. Друга сіяна Штеффі Граф здобула титул в одиночному розряді й отримала за це 29 тис. доларів США. На цьому турнірі Штеффі Граф уперше перемогла Мартіну Навратілову.

## Фінальна частина

### Одиночний розряд
Штеффі Граф —  Мартіна Навратілова 6–2, 6–3
- Для Граф це був 4-й титул в одиночному розряді за сезон і за кар'єру.

### Парний розряд
Штеффі Граф /  Гелена Сукова —  Мартіна Навратілова /  Андреа Темашварі 7–5, 6–2